# Lyndie Greenwood
Pour les articles homonymes, voir Greenwood.
Lyndie Greenwood (née le 6 juin 1983 à Toronto) est une actrice canadienne, surtout connue pour son rôle de Sonya dans Nikita de The CW et de Jenny Mills dans Sleepy Hollow de Fox.

## Biographie
Née et élevée à Toronto, Greenwood a étudié la danse à l'école et connaît bien les arts martiaux.
Elle a fréquenté plusieurs écoles de chant et de théâtre musical au Canada. Ses études d'actrice ont commencé dans plusieurs écoles, dont le Professional Actors Lab, Jason Fraser Studios, Etobicoke School of the Arts et University Settlement Drama Group.
En 2006, elle a obtenu son baccalauréat en sciences à l'Université de Toronto.
Son premier rôle à l'écran a été dans un film canadien à petit budget Pinkville. Le début de Greenwood à la télévision a été dans un épisode de la série The Listener. Elle avait beaucoup d'apparitions dans les épisodes des séries télévisées différentes, tells que Rookie Blue, Flashpoint, Les Vies rêvées d'Erica Strange, Covert Affairs, Lost Girl et Saving Hope. Elle a également joué les rôles mineurs dans des courts métrages tels que Little Phoenix and the Fists of Fury (2010) et The Exit. Le rôle de Jenn dans The Exit, selon elle, était son rôle préféré.
De 2011 à 2013, Lyndie Greenwood tient le rôle de Sonya dans la série télévisée Nikita de The CW. Après le succès de la 2ème saison de Nikita, elle est restée pour la 3ème et 4ème saison, et après la fermeture de la série, elle a obtenu un rôle de soutien de la sœur du personnage principal dans la série Sleepy Hollow. En 2014, Greenwood a été promue à la composition régulière à partir de la saison 2,.

## Filmographie

### Cinéma
- 2009 : Pinkville : Natalie Anders
- 2010 : This Movie Is Broken : La petite amie de Blake
- 2016 : Cut to the Chase : Nola Barnes
- 2018 : The World Without You[10]

### Courts-métrages
- 2010 : Little Phoenix and the Fists of Fury
- 2010 : The Exit
- 2011 : Furstenau Mysteries

### Télévision

#### Séries télévisées
- 2009 : The Listener : Admissions Nurse
- 2010 : Flashpoint : Kelly
- 2010 : Les vies rêvées d'Erica Strange : Kendra
- 2010 : Rookie Blue : Keisha
- 2011 : Covert Affairs : Nurse
- 2011-2013 : Nikita : Sonya
- 2012 : Lost Girl : Lana
- 2012 : Saving Hope : Dalia
- 2013-2017 : Sleepy Hollow : Jenny Mills
- 2014 : Partners : Danni Parker
- 2017 : S.W.A.T. :  Erica Rodgers
- 2019 : The Expanse saison 4 : Elvi Okoye

#### Téléfilms
- 2010 : Une illusion d'amour de Mark Piznarski : L'amie de Jane
- 2015 : Tales from the Darkside (Histoires de l'autre monde) : Joss
- 2017 : Flint : Adina Banks